# Inma del Moral
Immaculada del Moral (Madrid; 3 d'abril de 1974), més coneguda com a Inma del Moral, és una presentadora, actriu i model espanyola.

## Biografia
Al març de l'any 1998 es posa davant de les càmeres d'una televisió nacional Telecinco, al costat de Jordi Estadella per a presentar l'espai Perdona nuestros pecados, del que només es va emetre el primer programa. El seu salt a la popularitat es produeix de manera sobtada tan sols uns mesos després gràcies al programa d'humor de televisió El informal, a la mateixa cadena, presentat per Javier Capitán i Florentino Fernández, que aconsegueix unes elevades quotes d'audiència i acceptació per part del públic. En l'espai, Inma del Moral realitzava entrevistes insòlites i a vegades insolents a personatges de l'escena política, social i artística, a fi de provocar la reacció de l'entrevistat. Roman en l'espai entre 1998 i 1999, moment en el qual va ser substituïda per Patricia Conde.
Coincidint en el temps amb un romanç amb el periodista Pedro Ruiz, després de la seva sortida de Telecinco, és fitxada per Antena 3 per a presentar el late night El rayo (2000-2001), que roman uns mesos en pantalla.
Quant a la seva faceta com a actriu va participar en La mujer más fea del mundo (1999), de Miguel Bardem, i posteriorment ha intervingut a La familia... 30 años después (1999), de Pedro Masó, Marujas asesinas (2001), de Javier Rebollo, La marcha verde (2002) de José Luis García Sánchez, Tánger de Juan Madrid (2003) i las sèries de TV Un chupete para ella (2000-2001), amb Juanjo Puigcorbé i Obsesión (2005).
L'octubre de 2007 s'incorpora al programa Anda Ya de Los 40 Principales.
Després d'anys allunyada de la pantalla petita, el 2008 va tornar a La Primera de Televisió Espanyola, on el 21 de juliol va estrenar el programa de zàping La guerra de los mandos. El novembre de 2008 es posa en marxa la seva pàgina oficial en internet amb tots els seus treballs com a presentadora i actriu.
El 2016 va interpretar a Wanda a la sèrie “Cuéntame como pasó” de TVE.

## Premis i nominacions
Premis Godoy
| Any  | Categoria                    | Pel·lícula        | Resultat   |
| ---- | ---------------------------- | ----------------- | ---------- |
| 2006 | Pitjor actriu                | Locos por el sexo | Guanyadora |
| 2003 | Pitjor actriu de repartiment | La marcha verde   | Guanyadora |